# قشلاق گورچینلو حاج بیوک
قشلاق گورچینلو حاج بیوک یک روستا در ایران است که در استان اردبیل واقع شده‌است. قشلاق گورچینلو حاج بیوک ۶۱ نفر جمعیت دارد.